# Steige
Steige [stɛʒ] est une commune française située dans la circonscription administrative du Bas-Rhin et, depuis le 1er janvier 2021, dans le territoire de la Collectivité européenne d'Alsace, en région Grand Est.
Cette commune se trouve dans la région historique et culturelle d'Alsace et fait partie de l'arrondissement de Sélestat-Erstein et du canton de Mutzig.

## Géographie

### Localisation
Le village de Steige est situé à 6 km au nord-ouest de Villé et est la dernière commune de la vallée avant de passer la crête vers la haute vallée de la Bruche. Il est à la limite des sources du Giessen et sur la limite du département des Vosges. Le village de Steige est très long et divisé en quatre quartiers ; toutes les maisons sont situées sur la route, dont il a pris le nom allemand.  Le ban communal (986 ha) se divise en deux domaines bien distincts :
Au sud, la partie de la crête de la Honel, culminant à 668 mètres près du Blanc-Noyer, domine le vallon de Charbes. Plus à l'ouest, la crête bien individualisée de la Honel fait place à un massif montagneux plus confus, le Mont qui atteint 822 mètres avant de s'orienter vers le replat et le sommet du Climont. La partie basse de ces versants, plus empâtée, a fait jadis l'objet d'un aménagement de terrasses de culture encore bien visibles de nos jours. À l'ouest, le col de Steige, peu élevé (535 m) fait communiquer le Val de Villé avec la haute vallée de la Bruche (Ranrupt et Bourg-Bruche) et permet également de passer de la vallée de Steige à la vallée d'Urbeis par la Salcée (ancienne route du sel) et le hameau du Climont. Au nord, les crêtes s'élèvent progressivement du col de Steige (534 m) vers le puissant massif du Champ du Feu et atteignent 1 020 mètres à la Grande-Goutte, non loin du col de la Charbonnière. Elles dominent alors les localités de la haute vallée de la Bruche (Ranrupt) et du Ban de la Roche (Bellefosse). Le village (altitude 350 m au centre) formé à l'origine de plusieurs quartiers bien distincts (la Croix, Beulot, Chênesire, Gasse, Haut de Steige) s'étire le long de la route du Col, devant les premiers lacets. Il domine d'une dizaine de mètres le fond de la vallée du Giessen. L'influence lorraine se traduit par la présence de quelques « fermes » disséminées dans la montagne ou les vallons.

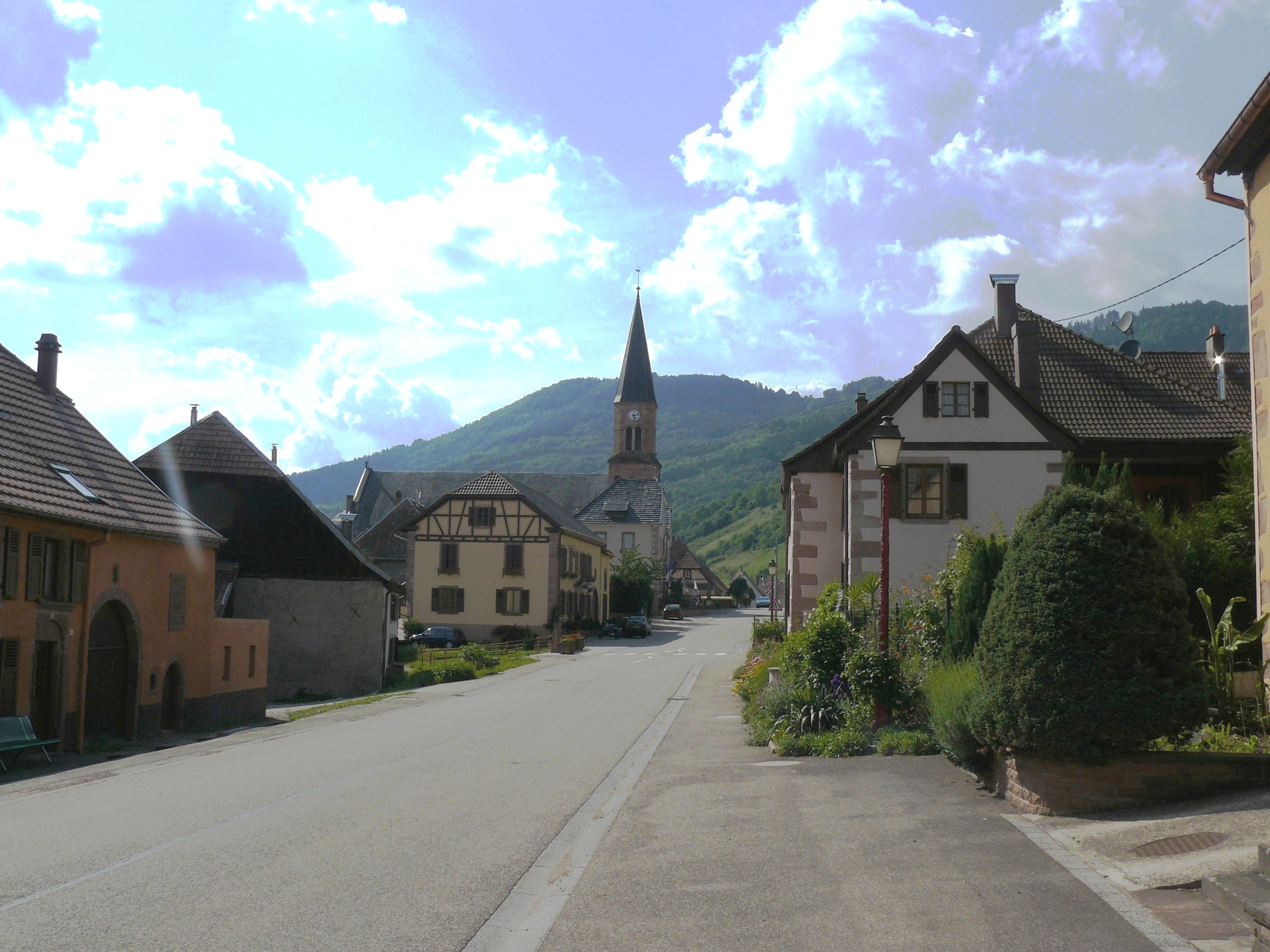
Milieu du village de Steige.

Le village de Steige longe la route départementale no 424 sur plus de trois kilomètres autour duquel viennent se greffer des maisons d'habitation. Le cœur historique de Steige, qui depuis s'est allongé, est interrompu  à l'ouest par une seconde rangée de maisons et à l'est par d'autres pâtés de maisons. La partie nord, derrière l'église, concentre une autre partie de maisons d'habitation avec notamment la Goutte et le Haut de Steige.

### Communes limitrophes
| Ranrupt | Bellefosse | Breitenbach   |
|         | Steige     |               |
| Urbeis  | Lalaye     | Maisonsgoutte |

### Lieux-dits et écarts
- Architte ;
- Bas-des-Monts ;
- Champ-Marchal ;
- la Mine ;
- Roseprés ;
- Woisselingoutte.

### Hydrographie

#### Réseau hydrographique
La commune est dans le bassin versant du Rhin au sein du bassin Rhin-Meuse. Elle est drainée par le ruisseau Dit le Giessen,.
Le ruisseau Dit le Giessen, branche de la rivière Giessen , d'une longueur de 11 km, prend sa source dans la commune de Urbeis et se jette  dans Giessen à Villé, après avoir traversé cinq communes. 

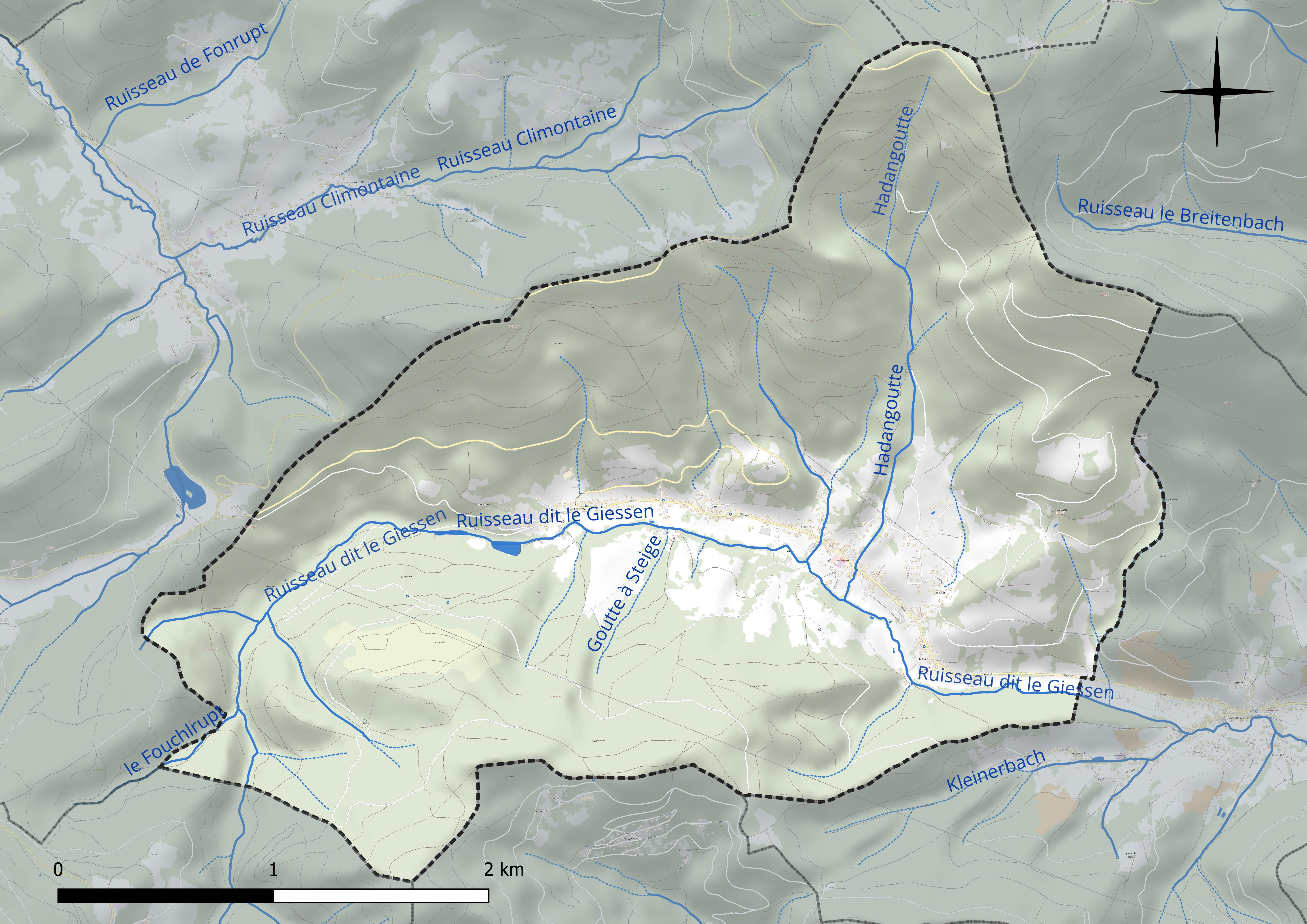
Réseau hydrographique de Steige.

#### Gestion et qualité des eaux
Le territoire communal est couvert par le schéma d'aménagement et de gestion des eaux (SAGE) « Giessen Liepvrette ». Ce document de planification concerne les bassins versants du Giessen et de la Lièpvrette.  Son périmètre s’étend sur 317 km2. Il a été approuvé le 13 avril 2016. La structure porteuse de l'élaboration et de la mise en œuvre est le Syndicat des eaux et de l'assainissement Alsace Moselle. 
La qualité des cours d’eau peut être consultée sur un site dédié géré par les agences de l’eau et l’Agence française pour la biodiversité. 

### Climat
Pour des articles plus généraux, voir Climat du Grand Est et Climat du Bas-Rhin.
En 2010, le climat de la commune est de type climat de montagne, selon une étude du Centre national de la recherche scientifique s'appuyant sur une série de données couvrant la période 1971-2000. En 2020, Météo-France publie une typologie des climats de la France métropolitaine dans laquelle la commune est exposée à un climat semi-continental et est dans la région climatique  Vosges, caractérisée par une pluviométrie très élevée (1 500 à 2 000 mm/an) en toutes saisons et un hiver rude (moins de 1 °C). 
Pour la période 1971-2000, la température annuelle moyenne est de 9,9 °C, avec une amplitude thermique annuelle de 17,2 °C. Le cumul annuel moyen de précipitations est de 1 018 mm, avec 11,5 jours de précipitations en janvier et 10,7 jours en juillet. Pour la période 1991-2020, la température moyenne annuelle observée sur la station météorologique de Météo-France la plus proche, « Belmont », sur la commune de Belmont à 5 km à vol d'oiseau, est de 7,0 °C et le cumul annuel moyen de précipitations est de 1 341,9 mm. 
La température maximale relevée sur cette station est de 30,9 °C, atteinte le 5 juillet 2015 ; la température minimale est de −20,3 °C, atteinte le 20 décembre 2009,,. 
Les paramètres climatiques de la commune ont été estimés pour le milieu du siècle (2041-2070) selon différents scénarios d'émission de gaz à effet de serre à partir des nouvelles projections climatiques de référence DRIAS-2020. Ils sont consultables sur un site dédié publié par Météo-France en novembre 2022.

## Urbanisme

### Typologie
Au 1er janvier 2024, Steige est catégorisée commune rurale à habitat dispersé, selon la nouvelle grille communale de densité à sept niveaux définie par l'Insee en 2022.
Elle est située hors unité urbaine. Par ailleurs la commune fait partie de l'aire d'attraction de Sélestat, dont elle est une commune de la couronne,. Cette aire, qui regroupe 37 communes, est catégorisée dans les aires de 50 000 à moins de 200 000 habitants,.

### Occupation des sols
L'occupation des sols de la commune, telle qu'elle ressort de la base de données européenne d’occupation biophysique des sols Corine Land Cover (CLC), est marquée par l'importance des forêts et milieux semi-naturels (81,7 % en 2018), une proportion identique à celle de 1990 (81,7 %). La répartition détaillée en 2018 est la suivante : 
forêts (81,7 %), zones agricoles hétérogènes (12,1 %), zones urbanisées (6,2 %). L'évolution de l’occupation des sols de la commune et de ses infrastructures peut être observée sur les différentes représentations cartographiques du territoire : la carte de Cassini (XVIIIe siècle), la carte d'état-major (1820-1866) et les cartes ou photos aériennes de l'IGN pour la période actuelle (1950 à aujourd'hui).

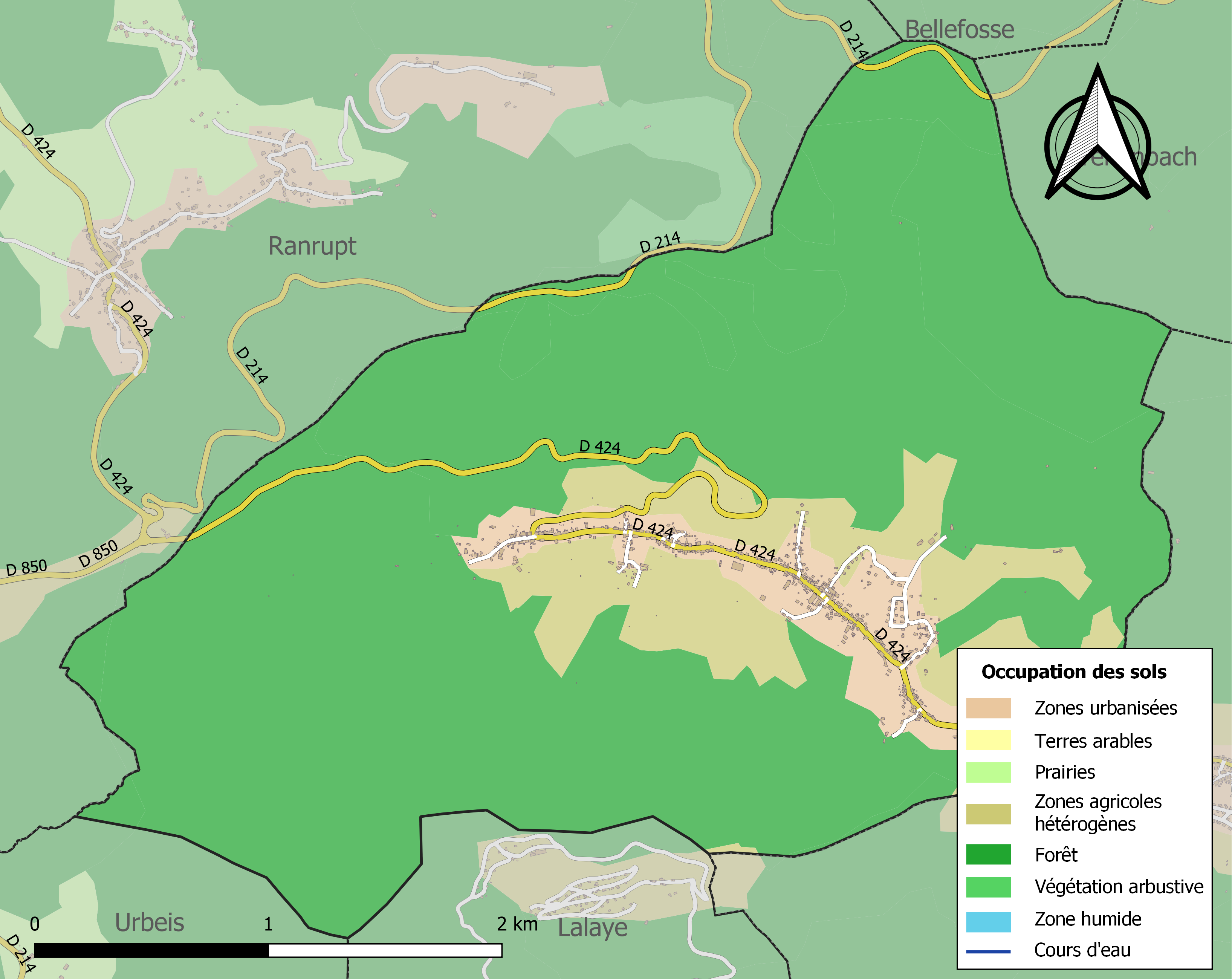
Carte des infrastructures et de l'occupation des sols de la commune en 2018 (CLC).

## Toponymie
Le nom de la localité est attesté sous les formes Steiga en 1253 ; Steige au XIVe siècle déjà (terrier des Habsbourg) ; Steg en 1576, puis Steeg en 1665 (enquête pastorale).
Il est issu ultimement du vieux haut allemand stîga signifiant « sentier (en pente) ». Steig avait le sens de « sentier étroit et rocailleux ». Le mot allemand Steige et l'ancien alsacien Stegge désignent une route pentue, un passage au col.
On fera le rapprochement avec Rosteig (Bas-Rhin), l'Estaye, nom porté au XVe siècle par le col de Bussang qui représente une romanisation de cet appellatif germanique et  (Haie d')Étigue (Stigas vers 1025), lieu-dit de Normandie qui désignait un chemin dans la valleuse montant de la mer vers le plateau, et qui procède de l'ancien scandinave stíga (cf. vieil anglais stīġe, accusatif) de stígr « sentier (étroit et pentu) » cf. suédois stig.

## Histoire

### Un village appartenant aux Habsbourg
Dès le XIIIe siècle, le village fait partie de la seigneurie de Villé, possession des Habsbourg, dont elle partage le sort jusqu'à la Révolution.

### Les conflits et fléaux
Steige est peut-être dévasté en janvier 1262 par les troupes de l'évêque de Strasbourg qui saccagent les possessions des Habsbourg dans le Val de Villé, mais également dans la haute vallée de la Bruche. Steige est donc vulnérable car se trouvant sur la route allant d'Alsace en Lorraine fréquemment emprunté par les troupes étrangères. Le village subit d'autres assauts : guerre entre les Müllenheim (en) et les Zorn, incursions des Armagnacs stationnés à Châtenois (1445-1445). Le mécontentement général contre les privilèges de l'Église et les seigneurs trouvent des échos chez les paysans qui deviennent ainsi les plus farouches partisans de la Réforme lors de la Guerre des paysans en 1525. Les paysans (appelés aussi en Alsace les Rustauds) seront écrasés par les troupes lorraines du duc Antoine près de Scherwiller le 20 mai 1525. Le lendemain le duc Antoine reprend la route de la Lorraine en passant par Villé, Saint-Martin, Maisonsgoutte et Steige. Les Steigeois prenant probablement également part au sac de l'abbaye de Honcourt ne seront pas  montrés du doigt par la Régence d'Ensisheim. En tout cas la commune ne sera pas condamnée à participer à l'indemnisation de l'abbaye de Honcourt, en 1526, contrairement aux autres communes limitrophes.

### La guerre de Trente Ans
La guerre de Trente Ans apporte son cortège de malheurs. En 1633 les Suédois et leurs mercenaires mettent le feu au village ou tuent une grande partie de la population qui n'a pas eu le temps de fuir. Les autres restés sur place meurent d'épuisement et de faim. La paix revenue en 1648, la commune de Steige ne compte plus qu'une trentaine d'habitants.

### Le village se repeuple
Après la guerre de Trente Ans, Louis XIV encourage par un édit la venue de nouveaux habitants à venir s'installer dans les villages meurtris. C'est ainsi qu'on voit arriver à Steige des immigrants venus de Lorraine, de Provence et de Picardie. L'activité économique repose alors essentiellement sur l'agriculture et la viticulture. L'apport massif d'immigrés venus des autres régions permet au village de se reconstruire et de connaître à partir du XVIIIe siècle une expansion démographique. Le village de Steige voit fleurir des maisons de type vosgien qui font encore aujourd'hui le charme de cette bourgade.

### La Révolution
La Révolution avec son cortège d'excès et d'animosités produit aussi de nouvelles libertés. La municipalité se voit contrainte de fermer l'église. Malgré quelques réticences, les biens de l'Église sont vendus sous enchères. Steige est bien obligé de s'incliner devant les menaces, réquisitions et assignations à comparaître pour les récalcitrants. Deux citoyens de Sélestat, Riettlinger et Perrin, sont chargés d'effectuer le sale boulot et de descendre la croix de l'église contre une rétribution de 100 livres. Mais une partie de la population prenant parti pour le curé vont cacher les ornements qui sont pour la plupart enterrés. Les Révolutionnaires transforment l'église de Steige en Temple de l'Être Suprême, puis en étable.
Deux prêtres fidèles à Rome prennent clandestinement possession des lieux. Il s'agit de l'abbé Louis Saulcy ancien vicaire de Saint-Martin et de dom Joseph Fréchard originaire de la principauté de Salm. Les deux religieux continuent temporairement à célébrer clandestinement la messe et se cachent à proximité des vieux sanctuaires des forêts où les fidèles viennent les rejoindre pour recevoir les sacrements et assister aux messes. Mais les risques encourus sont énormes et il n'est pas rare que des citoyens appâtés par les gains dénoncent les ecclésiastiques. L'un d'eux, l'abbé Saulcy est ainsi arrêté à Steige le 5 juillet 1798 et enfermé dans une prison de l'île de Ré. Dom Fréchard est capturé à Nancy, mais réussit à s'évader. Il fondera par la suite une nouvelle communauté : les "Frères de la Doctrine Chrétienne" dans le diocèse de Nancy où il meurt en 1849.

### La guerre de 1870
La guerre de 1870 apporte beaucoup de bouleversements. Proche de la frontière française, Steige possède un fort noyau de citoyens francophiles qui n'aspirent pas à devenir allemands. De nombreux Steigeois optent donc tout naturellement pour la citoyenneté française. Le village se fait également remarquer par un grand nombre de réfractaires à l'emprise allemande De 1880 à 1902, 66 personnes refusent de porter l'uniforme allemand.

## Politique et administration

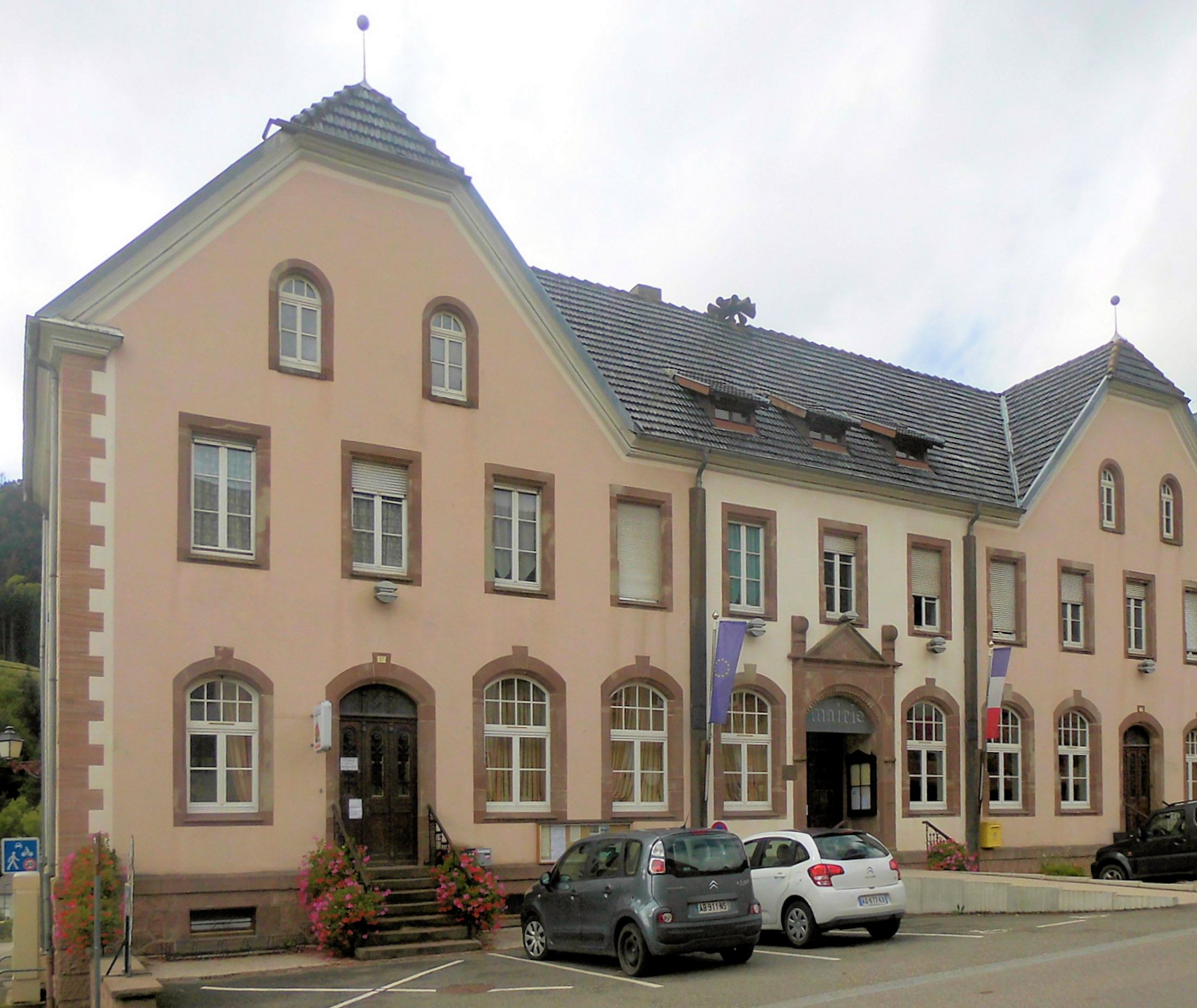
La mairie.

### Liste des maires
| Période                                  | Période       | Identité             | Étiquette | Qualité                                                       |
| ---------------------------------------- | ------------- | -------------------- | --------- | ------------------------------------------------------------- |
| Les données manquantes sont à compléter. |               |                      |           |                                                               |
| novembre 1917                            | décembre 1919 | Isidore Bailly       |           | Menuisier                                                     |
| décembre 1919                            | octobre 1920  | Joseph Quirin        |           | Maréchal-ferrant                                              |
| octobre 1920                             | mai 1935      | Léon Meister         |           | Cultivateur                                                   |
| mai 1935                                 | 1945          | Alphonse Werver      |           | Charron                                                       |
| 1945                                     | mars 1960     | Charles Dillienseger |           |                                                               |
| mai 1960                                 | mars 1977     | Camille Mangin       |           | Tisserand puis employé d'usine                                |
| mars 1977                                | mars 1989     | Nusbaumer Joseph     |           | Distillateur                                                  |
| mars 2001                                | mai 2020      | Roland Mangin        |           |                                                               |
| mai 2020                                 | En cours      | Monique Houlne       | DVD       | Coordinateur chez Sony Conseillère départementale depuis 2021 |

## Population et société

### Démographie
L'évolution du nombre d'habitants est connue à travers les recensements de la population effectués dans la commune depuis 1793. Pour les communes de moins de 10 000 habitants, une enquête de recensement portant sur toute la population est réalisée tous les cinq ans, les populations de référence des années intermédiaires étant quant à elles estimées par interpolation ou extrapolation. Pour la commune, le premier recensement exhaustif entrant dans le cadre du nouveau dispositif a été réalisé en 2006.

En 2022, la commune comptait 627 habitants, en évolution de +5,03 % par rapport à 2016 (Bas-Rhin : +3,17 %, France hors Mayotte : +2,11 %).
| 1793 | 1800 | 1806 | 1821  | 1831  | 1836  | 1841  | 1846  | 1851  |
| ---- | ---- | ---- | ----- | ----- | ----- | ----- | ----- | ----- |
| 828  | 827  | 880  | 1 021 | 1 221 | 1 289 | 1 253 | 1 260 | 1 330 |

| 1856  | 1861  | 1866  | 1871  | 1875  | 1880  | 1885  | 1890  | 1895  |
| ----- | ----- | ----- | ----- | ----- | ----- | ----- | ----- | ----- |
| 1 310 | 1 400 | 1 477 | 1 447 | 1 338 | 1 160 | 1 050 | 1 017 | 1 018 |

| 1900  | 1905 | 1910 | 1921 | 1926 | 1931 | 1936 | 1946 | 1954 |
| ----- | ---- | ---- | ---- | ---- | ---- | ---- | ---- | ---- |
| 1 023 | 964  | 806  | 734  | 676  | 666  | 638  | 587  | 582  |

| 1962 | 1968 | 1975 | 1982 | 1990 | 1999 | 2006 | 2011 | 2016 |
| ---- | ---- | ---- | ---- | ---- | ---- | ---- | ---- | ---- |
| 530  | 540  | 518  | 505  | 459  | 505  | 543  | 601  | 597  |

| 2021 | 2022 | - | - | - | - | - | - | - |
| ---- | ---- | - | - | - | - | - | - | - |
| 620  | 627  | - | - | - | - | - | - | - |

## Culture locale et patrimoine

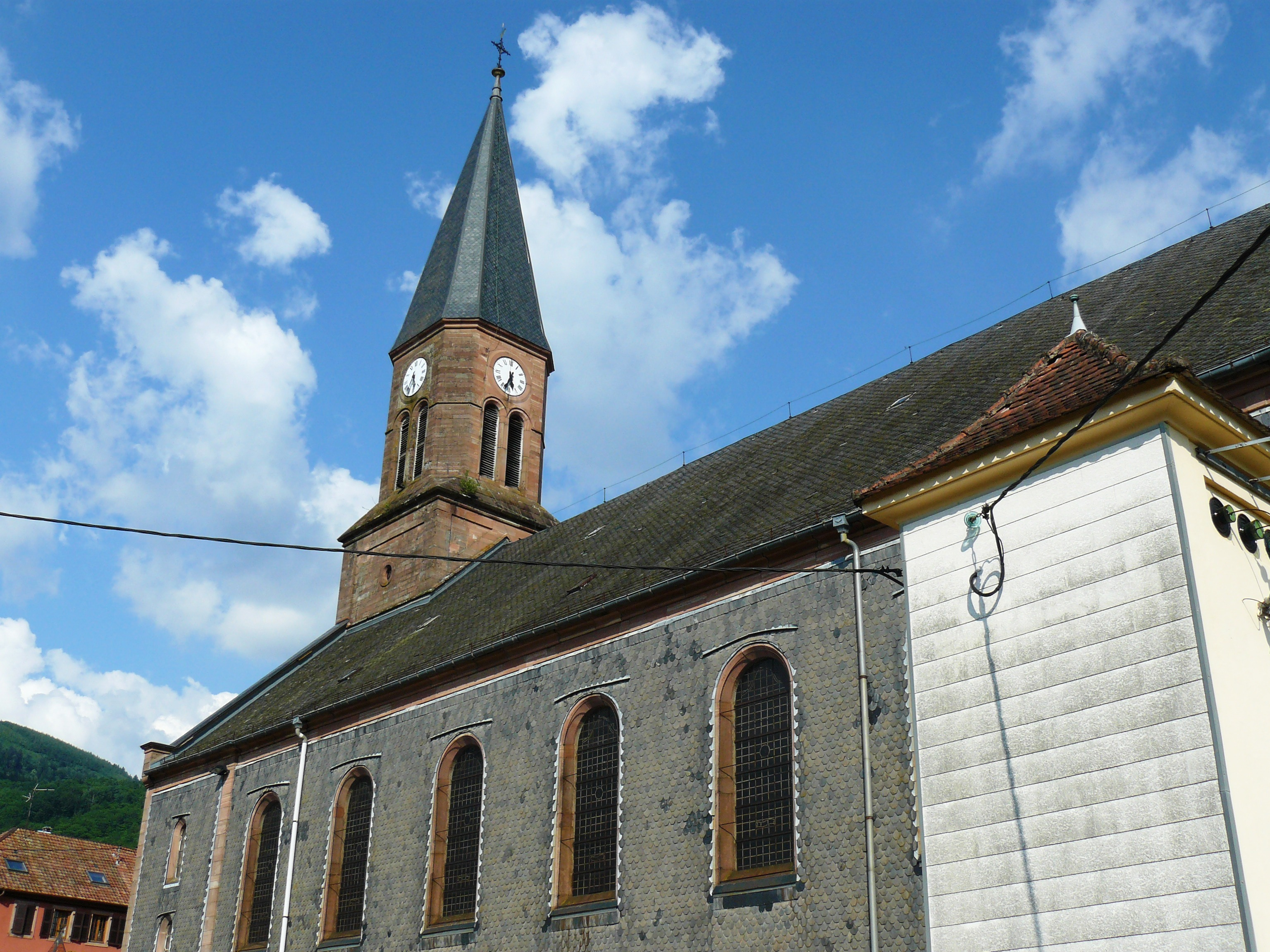
L'église Sainte-Madeleine de Steige.

### Lieux et monuments
L'église Sainte-Madeleine
L'église Sainte-Madeleine de Steige comporte un clocher  qui est incorporé dans la façade, donnant ainsi une impression de force solide et tranquille. Les péripéties qui ont marqué sa construction au XIXe siècle ont soulevé de vives polémiques. De fortes oppositions surgissent en effet, comme  dans d'autres communes, entre les partisans d'un agrandissement de l'ancienne église et ceux qui prônent la construction d'un bâtiment neuf. Les vives polémiques vont avoir un effet inattendu sur la vie municipale; le conseil démissionnera le 9 janvier 1854 pour marquer son opposition au choix soulevé. C'est en effet la seconde solution qui est adoptée, en dépit d'un coût plus élevé pour les finances de la commune dont l'essentiel des revenus provient de la forêt. Le bâtiment à peine monté et inachevé en 1861-1862 s'effondre en raison d'une mauvaise qualité du matériel utilisé par le constructeur. Après les mises au point entre la commune, l'administration et l'entrepreneur, le chantier reprend en 1868 et s'achèvera avec la bénédiction de l'édifice le 20 janvier 1873.
Trois portes s'ouvrent sur la nef, les deux portes latérales, symétriques à l'entrée principale, confèrent à la façade une unité harmonieuse. Dans le pignon se répètent les deux fenêtres circulaires des portes latérales. Une niche centrale abrite une statue du Christ, bénissant d'une main et portant le globe terrestre de l'autre. La statue est l'œuvre de Gachon, sculpteur de Villé. Le cintre porte l'inscription: POS.AN.IUB. 1879 CIV. ET. COM. C'est donc en 1879, année du jubilé du pape Léon XIII que la statue est installée.
Chapelle du cimetière

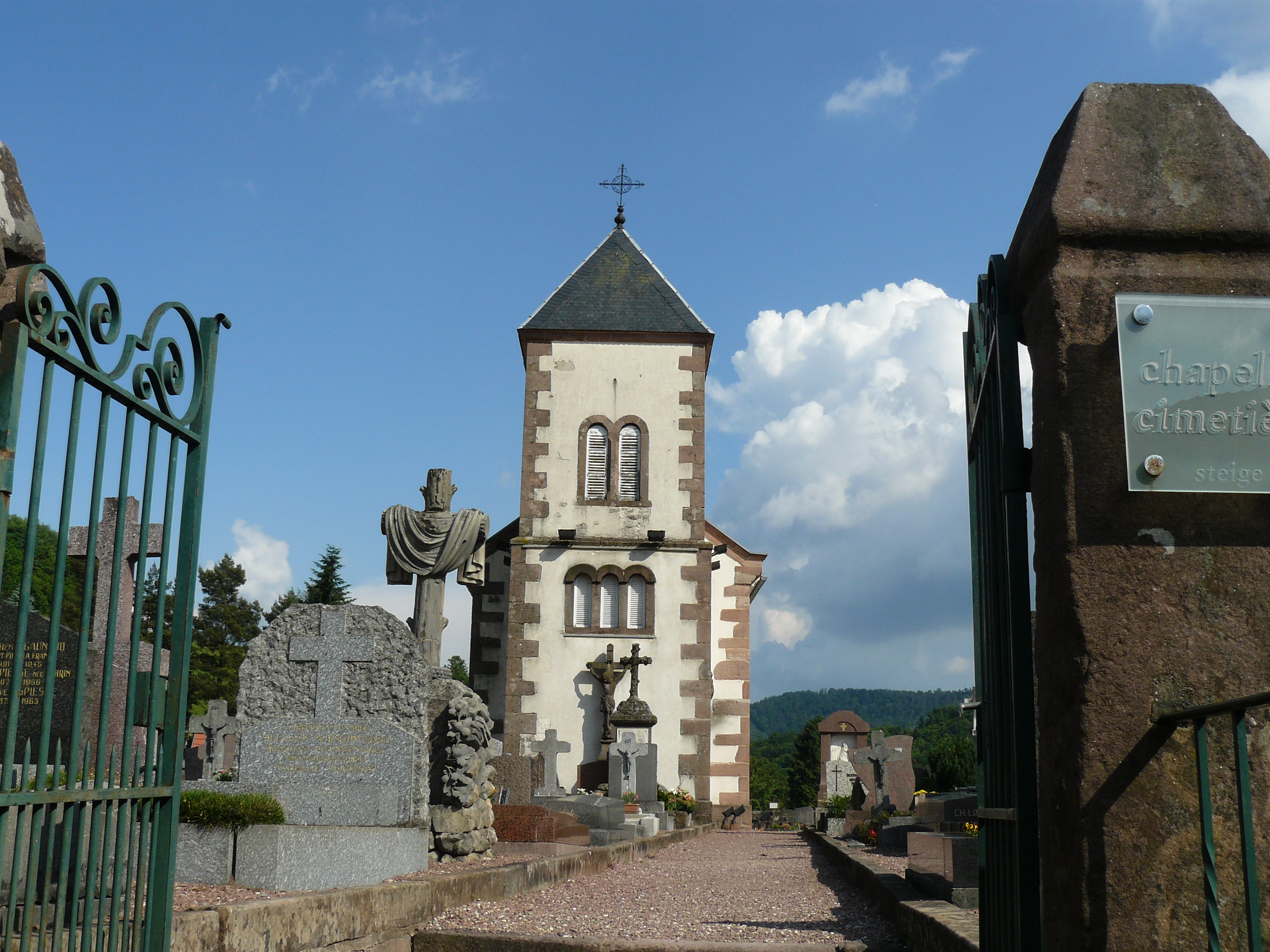
Chapelle du cimetière de Steige.

L'actuelle chapelle du cimetière de Steige constitue les restes d'un ancien vestige de l'église primitive du village. Celle-ci construite à la fin du XVIIe siècle, puis durant la Révolution Française  l'édifice est transformé « temple de l'Être suprême », puis en étable. Rendue au culte en 1801, la chapelle se révèle trop petite pour accueillir les paroissiens en forte augmentation. Un long et laborieux débat entre les partisans d'une nouvelle construction et d'un agrandissement tourne à l'avantage des premiers. Les premiers travaux de démolition ont lieu en mai 1877, le lundi des rogations.
La chapelle disparaît ainsi sous les coups de pioche, hormis le chœur. Dotée la même année d'une tour, elle devient dès lors chapelle mortuaire. L'édifice se compose autour de l'ancien chœur pentagonale et du clocher de forme carrée. Les angles du chaînage sont renforcés, ce qui donne à l'ensemble une certaine robustesse. Les ouvertures cintrées sont visibles sur les faces ouest de la tour et géminées au deuxième étage. Le toit de la chapelle est pyramidal et l'encadrement de la porte baroque. Le porche de la chapelle dont l'année indiquée est difficilement déchiffrable, provient de l'ancienne église qui occupait le lieu. Seul le monogramme du Christ IHS est encore lisible. Les deux battants de porte sont moulurés. L'intérieur de l'ancien chœur est circulaire et non polygonal comme à l'extérieur. L'autel épouse une forme arrondie. Quatre angelots reposent sur les colonnes peintes en faux marbre. Sur le fronton on trouve une colombe entourée de volutes de nuages. Au-dessus de l'autel, on aperçoit un grand tableau dessiné par Frantz Joseph Stöber, daté de 1808 et restauré en 1878. Il représente Marie-Madeleine agenouillée, les cheveux pendants, le manteau rejeté. Son regard s'élève vers la croix contemplant un ange descendu des cieux. Plusieurs autres tableaux sont représentés sur les murs : un Sacré Cœur, le cœur de Marie, saint Joseph le charpentier, portant maillet et ciseau, soutenant l'enfant qui tient le globe, l'Immaculée Conception de la Vierge Marie qui écrase le serpent de son pied gauche.
Fonts baptismaux de la chapelle

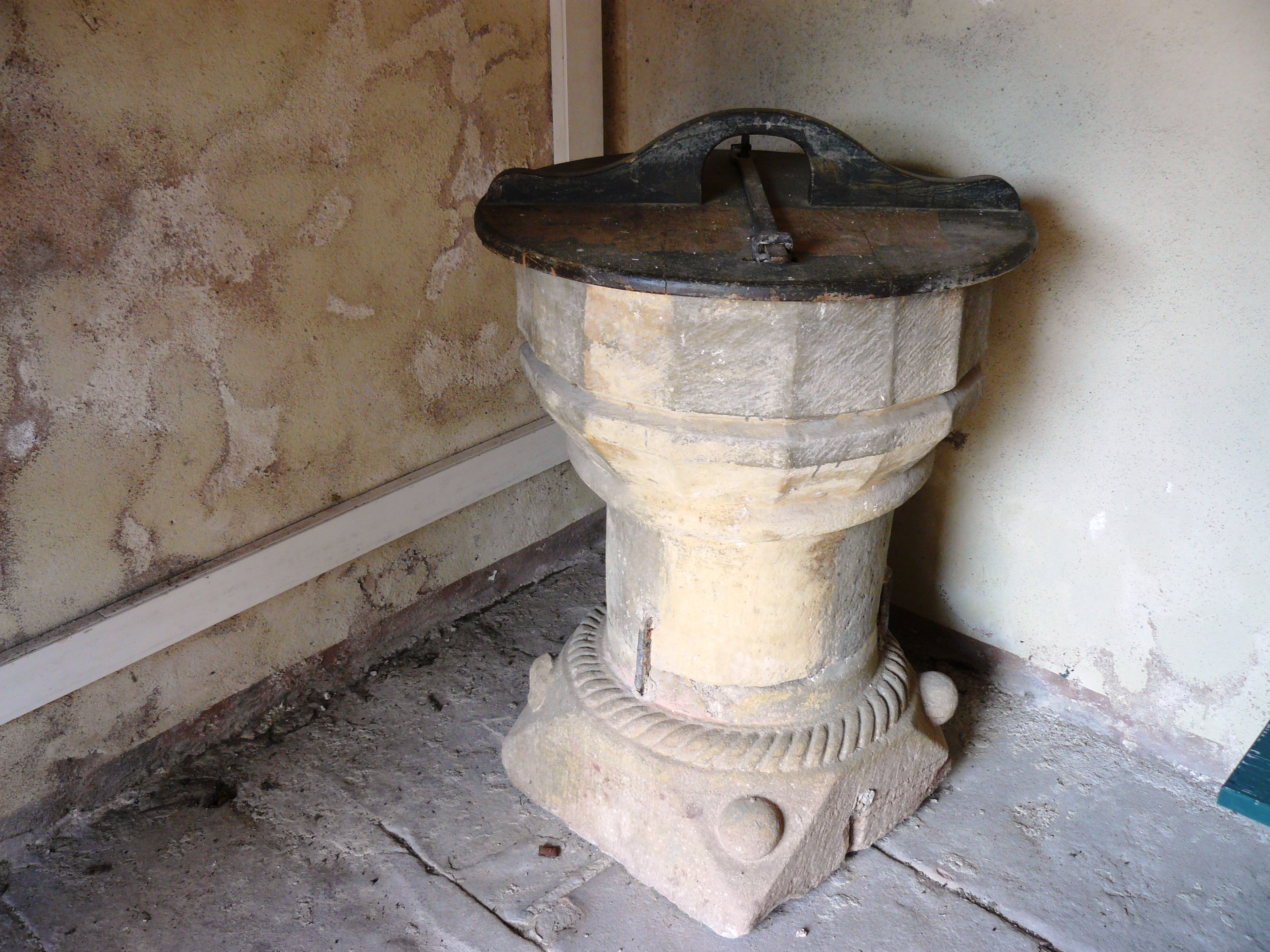
Cuve baptismale de la chapelle du cimetière.

D'inspiration romane, la cuve baptismale  remonte au XIIe siècle. Elle repose sur un socle carré aux angles biseautés, décoré de chaque côté par des perles et des moulures, supportant un fût, qui s'élève en s'évasant en un polygone aux faces multiples. Cette cuve baptismale a été classée par les Monuments historiques en 1935 (I.M.H. 1935).
Maison de Joseph Meister

### Autres monuments
Plusieurs croix sont encore visibles sur le ban de Steige. Plusieurs d'entre elles ont disparu dont l'une pendant la Guerre des paysans. La croix la plus ancienne est celle du Haut de Steige appelée aussi croix du D'Zour, qui est située sur l'ancien chemin qui mène au col de Steige. Selon la légende, elle devait « protéger les habitants du village des glissements de terrain et des avalanches de pierres et de boue très fréquents à l'époque qui menaçaient le village ». Cette croix en grès rose est datée de 1747. À quelques mètres vers l'avant, se trouve une pierre rectangulaire qui indique la date de 1744 inscrite dans une rosace carrée. Ce monument servait de reposoir à l'une et l'autre statue pendant les processions. Deux autres croix rappellent des faits tragiques : la croix Clavelin qui témoigne d'un accident de schlittage et la petite croix en bois de Catherine Spies qui indique le lieu de l'assassinat d'une pauvre marchande sur l'ancienne route qui reliait, par la forêt, le col du village.
Les pierres bornes
Les bornes recensées sur le banc de Steige se trouvent en majorité sur les limites communales avec Ranrupt, Breitenbach, et Lalaye. D'âges variables, elles ont été implantées entre 1731 et 1837. Les bornes sont quelquefois marquées par les initiales S.T. ou B.S. (ban de Steige).
Ancien moulin à l'huile
On peut encore apercevoir à Steige un ancien moulin à huile qui a fait partie d'une ancienne scierie alimentée en eau par le débit du Giessen. Au XIXe siècle, l'exploitation du bois était encore très importante dans l'arrière-vallée et rapportait de confortables revenus à la commune.
Alambic

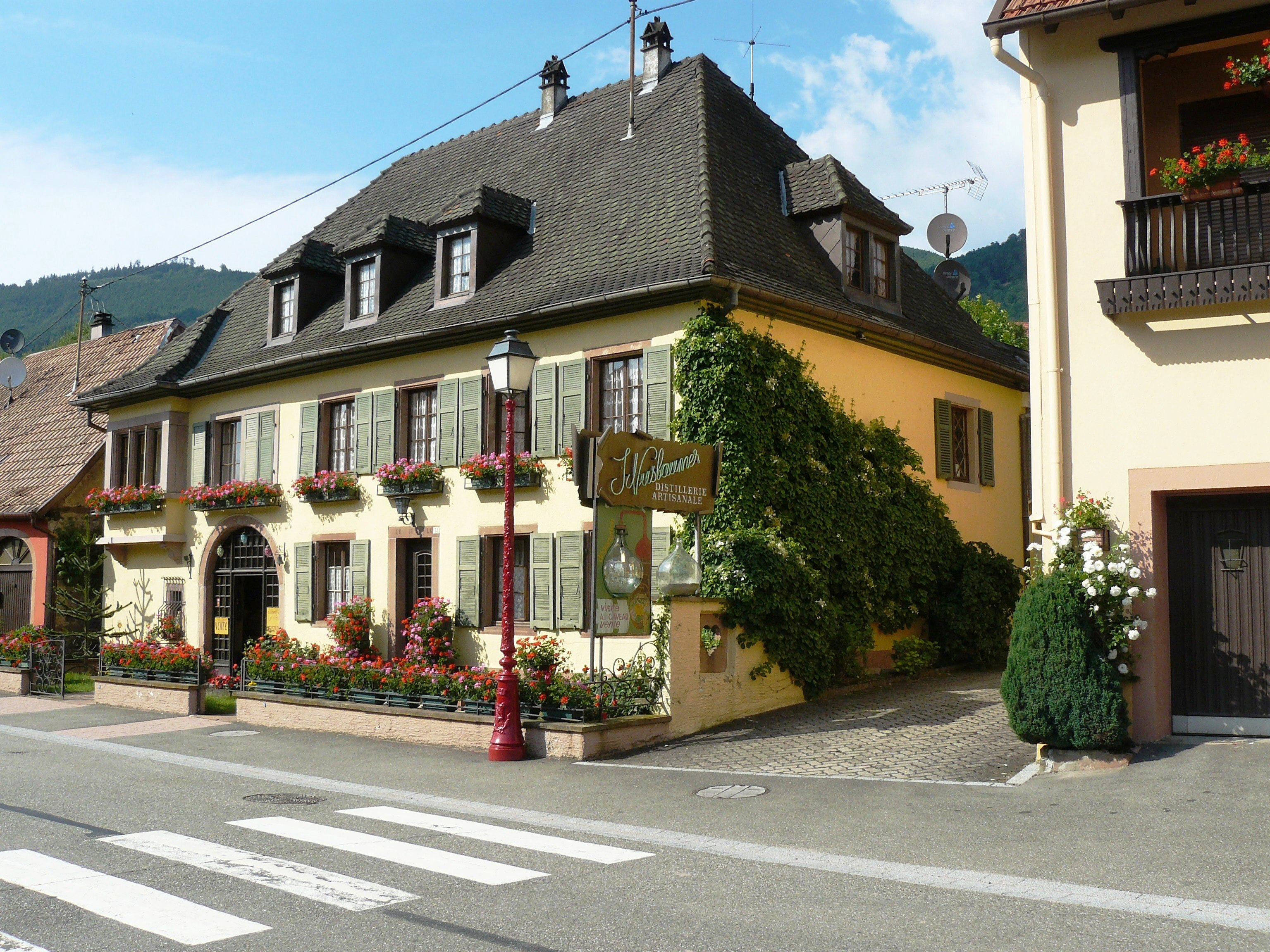
Distillerie artisanale Nusbaumer.

Au XVIIIe siècle, la distillerie domestique est très répandue dans la commune. C'est aussi l'époque à laquelle sont fabriqués de nombreux bacs de refroidissement. Cette activité s'appuie surtout sur la production fruitière des coteaux en cerise donnant du kirsch et sur la présence de sous-produits de la vigne : marc et la lie. À partir du XIXe siècle, la commune de Steige voit fleurir de nombreux bacs d'alambics maçonnés. L'État tente alors de taxer la distillation, ce qui provoque une révolte des bouilleurs de cru de la vallée en 1838. Avec la disparition progressive des bouilleurs de cru domestiques due à une fiscalité trop élevé, seules quelques distilleries familiales se maintiennent encore, produisant alors une gamme d'eaux-de-vie blanches fort appréciées dans la vallée et au-delà.

### Personnalités liées à la commune
- Joseph Meister (1876-1940), premier humain vacciné contre la rage par Louis Pasteur lui-même le 6 juillet 1885, était le fils du boulanger du village, dont sa mère était originaire[26],[27].
- Théodore Nartz, chargé d'âme de Steige (1875-1883) et historien [réf. nécessaire].

### Héraldique
| Blason de Steige | Blason  | D'argent à la croix de sable cantonnée de quatre molettes d'éperon du même. |
| Blason de Steige | Détails |                                                                             |

### Sources
Tout ou partie de cet article est tiré de l'ouvrage : Le Val de Villé, un pays des hommes, une histoire éditée par la Société d'histoire du Val de Villé et la communauté des communes du Canton de Villé et de plusieurs numéros de l'annuaire de la Société d'histoire du Val de Villé. Le contenu a pu être modifié depuis.